# Rallye du Japon
Navigation
Édition 2023 Édition 2024
Le Rallye du Japon est un rallye automobile sur asphalte, manche du championnat du monde des rallyes depuis 2004, année de sa création. Depuis 2022, le rallye se déroule dans la Préfecture d'Aichi avec une superspéciale tracée dans le Toyota Stadium.

## Histoire
À l'origine le rallye est basé à Obihiro sur l'île d'Hokkaidō, où se déroulait avant cette date un rallye n'appartenant pas au Championnat du monde des rallyes (1re édition en 2001, vainqueurs 2002 Possum Bourne et 2003 Toshi Arai (champion du monde des voitures de production en 2005 et 2007, et vainqueur de la coupe des équipes privées FIA en 2000)).
Les routes sont très étroites, bordées de fossés profonds couverts par la végétation. Elles sont recouvertes de gravier qui forme des ornières dès le premier passage. Le temps est souvent humide rendant les spéciales boueuses et glissantes. Le brouillard est parfois de la partie. En 2007, la longueur totale du rallye est de 1 430 km, divisés en 27 spéciales. 
En 2008, il a déménagé à 150 kilomètres à l'ouest jusqu'à la plus grande ville de Sapporo. Il compte alors 29 étapes, dont 5 spéciales au Sapporo Dome.
Après une longue interruption, le Japon revient au calendrier du championnat du monde en 2022. L'événement se court désormais sur asphalte et s'est déplacé au sud jusqu'à l'île principale du Japon, Honshu. Son parcours et son quartier général sont situés dans la Préfecture d'Aichi et la superspéciale parcourue à plusieurs reprises est tracée dans le Toyota Stadium,.

## Palmarès

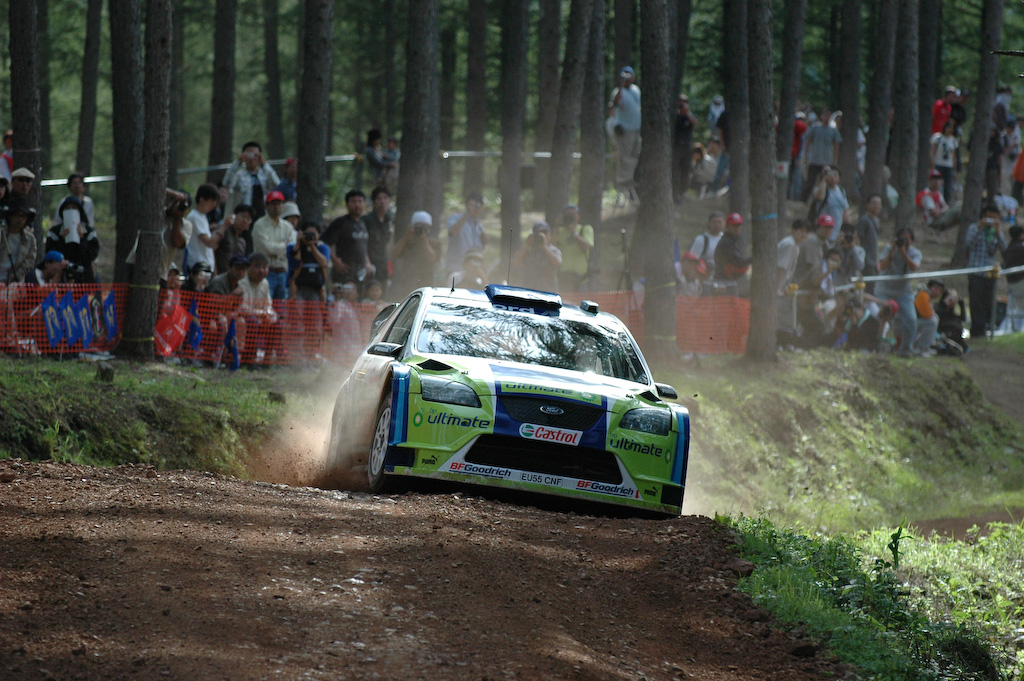
Marcus Grönholm au Rallye du Japon en 2006.

| Année                    | Pilote                                                  | Copilote                                                | Voiture                                                 |
| ------------------------ | ------------------------------------------------------- | ------------------------------------------------------- | ------------------------------------------------------- |
| 2004                     | Petter Solberg                                          | Phil Mills                                              | Subaru Impreza WRC 2004                                 |
| 2005                     | Marcus Grönholm                                         | Timo Rautiainen                                         | Peugeot 307 WRC                                         |
| 2006                     | Sébastien Loeb                                          | Daniel Elena                                            | Citroën Xsara WRC                                       |
| 2007                     | Mikko Hirvonen                                          | Jarmo Lehtinen                                          | Ford Focus RS WRC 07                                    |
| 2008                     | Mikko Hirvonen                                          | Jarmo Lehtinen                                          | Ford Focus RS WRC 08                                    |
| 2009                     | Non disputé                                             | Non disputé                                             | Non disputé                                             |
| 2010 Résultats détaillés | Sébastien Ogier                                         | Julien Ingrassia                                        | Citroën C4 WRC                                          |
| 2011-2019                | Non disputé                                             | Non disputé                                             | Non disputé                                             |
| 2020                     | Édition annulée en raison de la pandémie de coronavirus | Édition annulée en raison de la pandémie de coronavirus | Édition annulée en raison de la pandémie de coronavirus |
| 2021                     | Édition annulée en raison de la pandémie de coronavirus | Édition annulée en raison de la pandémie de coronavirus | Édition annulée en raison de la pandémie de coronavirus |
| 2022                     | Thierry Neuville                                        | Martijn Wydaeghe                                        | Hyundai i20 N Rally1                                    |
| 2023                     | Elfyn Evans                                             | Scott Martin                                            | Toyota GR Yaris Rally1                                  |
| 2024                     | Elfyn Evans                                             | Scott Martin                                            | Toyota GR Yaris Rally1                                  |